# NGC 6319
NGC 6319 é uma galáxia elíptica (E-S0) localizada na direcção da constelação de Draco. Possui uma declinação de +62° 58' 23" e uma ascensão recta de 17 horas, 09 minutos e 44,1 segundos.
A galáxia NGC 6319 foi descoberta em 14 de Maio de 1885 por Lewis A. Swift.